# Whole New Thing
Whole New Thing je kanadský hraný film z roku 2005, který režíroval Amnon Buchbinder podle vlastního scénáře. Film popisuje vztah žáka a učitele. Snímek měl světovou premiéru na Mezinárodním filmovém festivalu v Torontu 12. září 2005. V ČR byl uveden v roce 2015 na filmovém festivalu Mezipatra.

## Děj
Třináctiletý Emerson Thorsen žije se svými ekologicky zaměřenými rodiči Rogem a Kayou v domě uprostřed lesů mimo město. Je víceméně izolován od společnosti, protože má domácí výuku. Matka se však domnívá, že dosavadní výuka není pro Emerson dostatečná, a tak Emerson začne navštěvovat místní školu. Zde má Emerson problémy se spolužáky, kteří ho šikanují a posmívají se mu pro jeho názory. Emerson se proto upne ke svému učiteli angličtiny, který začne pod Emersonovým vlivem vyučovat v hodině Shakespeara. Emersonovi rodiče zároveň procházejí manželskou krizí, když se Kaya začne stýkat s Toddem.

## Obsazení
| Aaron Webber        | Emerson          |
| Robert Joy          | Rog              |
| Rebecca Jenkins     | Kaya             |
| Daniel MacIvor      | učitel Don Grant |
| Kathryn MacLellan   | paní McPherson   |
| Drew O'Hara         | Todd             |
| Ryan Hartigan       | Jeff             |
| Geordie Brown       | Buddy            |
| Callum Keith Rennie | Denny            |
| Jackie Torrens      | Claire           |
| Leah Fassett        | Laura            |
| Samantha Spencer    | Debra            |

## Ocenění
Film získal na festivalech několik nominací a ocenění:
- Atlantic Film Festival – kategorie nejlepší střih (Angela Baker), Outstanding Performance by an Actor – (Daniel MacIvor a Aaron Webber), Outstanding Writer's Award (Amnon Buchbinder a Daniel MacIvor), nejlepší film (Amnon Buchbinder)
- Commonwealth Film Festival – cena publika za nejlepší celovečerní film (Amnon Buchbinder)
- Mezipatra – cena publika za nejlepší film (Amnon Buchbinder)
- Dallas OUT TAKES – nejlepší celovečerní film (Amnon Buchbinder)
- L.A. Outfest – velká cena poroty v kategorii nejlepší zahraniční film Amnon Buchbinder)
- Seattle Gay and Lesbian Film Festival – cena poroty za nejlepší celovečerní film (Amnon Buchbinder)
- Victoria Independent Film & Video Festival – nejlepší kanadský film (Amnon Buchbinder)
- Genie Award – nominace v kategorii nejlepší herec ve vedlejší roli (Robert Joy)